# Diritti umani in Iran
La Giustizia e diritti umani in Iran, secondo il Democracy Index del 2016, occupano la 154ª posizione su 167 paesi analizzati nel mondo, con un punteggio di 2,34 su 10,00. Nel 2019 il suo punteggio migliora leggermente (2,38 e la sua posizione diventa 151a su 167 paesi analizzati), superando la Cina di due posizioni.
Il punteggio, per quanto riguarda il processo elettorale e il pluralismo è di 0,00 su 10,00; per quanto riguarda la funzione del governo il suo punteggio è di 2,86 su 10,00; per quanto riguarda la partecipazione politica il suo punteggio è di 4,44 su 10,00; la cultura politica è 3,13 su 10,00; e per quanto riguarda i diritti civili il suo punteggio è di 1,47 su 10,000.
La posizione diventa 152ª nel 2020, con un punteggio totale di 2,20.
Dal 1 aprile 1979, con la proclamazione della Repubblica, vi è un regime di stampo islamico. I diritti umani sono gravemente violati all'interno del Paese.
Dal 1979 la pena di morte vige all'interno del paese ed è valida per omicidio, rapina a mano armata, stupro, blasfemia, apostasia, rapimento, tradimento, spionaggio, terrorismo, reati economici, reati militari, cospirazione contro il Governo, adulterio, prostituzione, omosessualità (se colui ad essere giustiziato esercita la parte del passivo o dell'attivo in caso di stupro) e reati legati alla droga.
Al 2025 l'Iran è l'unico paese al mondo a giustiziare persone che all'epoca del reato commesso erano ancora minorenni e a giustiziare ancora minorenni.

## Amnesty International
Secondo Amnesty International la Repubblica islamica dell’Iran:
Le autorità hanno anche detenuto arbitrariamente almeno 200 difensori dei diritti umani, condannandone alcuni a periodi di carcerazione e alla fustigazione.
È stata introdotta una nuova normativa che ha permesso alle donne iraniane sposate con uomini di altra nazionalità di trasmettere la loro cittadinanza ai figli; ciononostante, le donne hanno continuato ad affrontare discriminazioni e le autorità hanno intensificato il giro di vite sulle attiviste per i diritti delle donne, impegnate nella campagna contro la legge che prevede l’obbligatorietà del velo.
Le minoranze etniche e religiose hanno subìto discriminazioni radicate.
Tortura e altri maltrattamenti, compresa la negazione di cure mediche, sono rimasti diffusi e sistematici e coperti dall’impunità.
Ci sono state decine di esecuzioni, anche pubbliche, e tra i condannati messi a morte molti erano minori di 18 anni all’epoca del reato.
I procedimenti giudiziari sono stati caratterizzati da sistematiche violazioni del diritto a un processo equo. Le autorità hanno continuato a rendersi responsabili del crimine contro l’umanità di sparizione forzata, non rilevando il destino o il luogo di sepoltura di diverse migliaia di dissidenti politici, le cui esecuzioni extragiudiziali erano avvenute in segreto nel corso degli anni Ottanta."»
(IRAN, Rapporto 2019-2020)

## Punto di vista iraniano

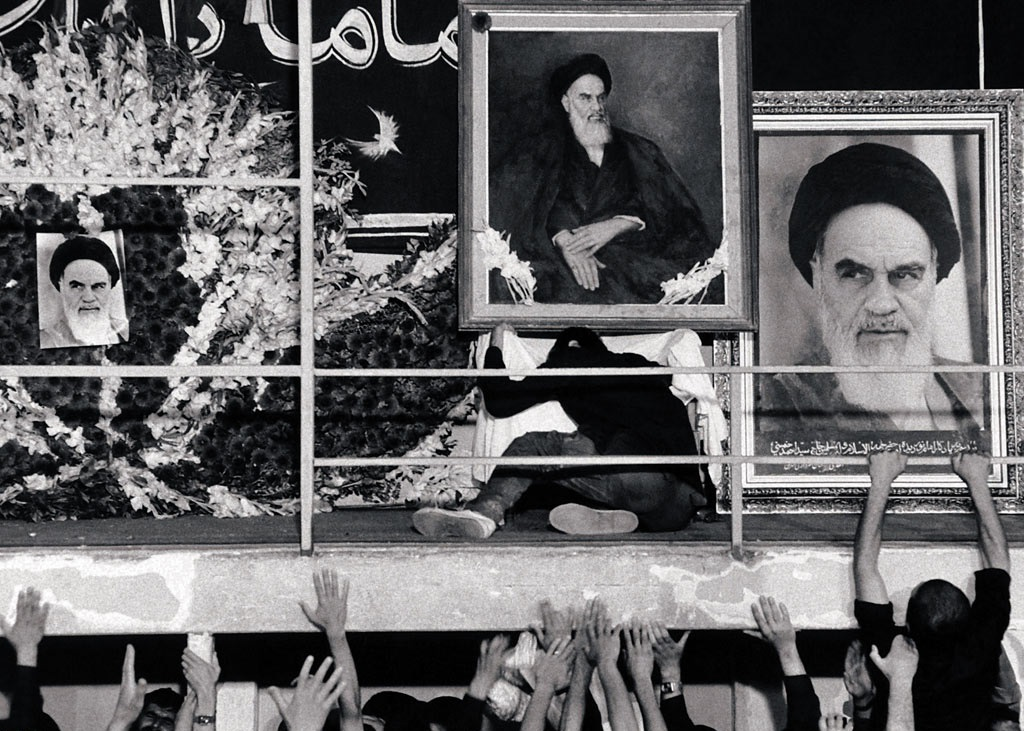
Funerali di Ruhollah Khomeyni, 4 giugno 1989

«Imam Khomeini, lei si esprime sempre in termini molto duri verso l’Occidente. Da ogni suo giudizio su noi si conclude che lei ci vede come campioni di ogni bruttezza, di ogni perversità. Eppure l’Occidente l’ha accolta in esilio e molti dei suoi collaboratori hanno studiato in Occidente. Non le pare che ci sia anche qualcosa di buono in noi?»
Khomeini risponde:

Qualcosa c’è. Ma quando siamo stati morsi dal serpente temiamo anche uno spago che assomigli da lontano a un serpente. E voi ci avete morso troppo. E troppo a lungo. In noi avete sempre visto un mercato e basta, a noi avete sempre esportato le cose cattive e basta. Le cose buone, come il progresso materiale, ve le siete tenute per voi. Sì, abbiamo ricevuto tanto male dall’Occidente, tante sofferenze, e ora abbiamo tutti i motivi per temere l’Occidente, impedire ai nostri giovani di avvicinarsi all’Occidente e farsi ulteriormente influenzare dall’Occidente. No, non mi piace che i nostri giovani vadano a studiare in Occidente dove vengono corrotti dall’alcool, dalla musica che impedisce di pensare, dalla droga, e dalle donne scoperte.»
(Oriana Fallaci, Corriere della Sera; 26 settembre 1979)
Prima della rivoluzione islamica l'università era riservata solo a una minoranza di studenti. Dopo l’avvento dei religiosi essa è diventata, assieme anche a quelle private, un fenomeno di massa che riguarda moltissimi giovani e soprattutto ragazze, che sono addirittura in maggioranza (si stima attorno al 65%).
Nel primo Parlamento della Repubblica Islamica tra tutti i parlamentari mullah vi era una sola donna. Dopo 40 anni, le donne in Parlamento sono diciotto e per la prima volta hanno superato per numero gli stessi mullah». L’art. 21, della Costituzione iraniana afferma:
Il governo ha il compito di garantire in tutti i campi i diritti della donna, nel rispetto delle leggi islamiche, e di mettere in atto quanto segue:
- creazione di condizioni che favoriscano lo sviluppo della personalità della donna e l’attuazione dei suoi diritti nella sfera materiale e spirituale;
- assistenza alle madri, in particolare nel periodo della gestazione e della crescita dei figli e protezione dei bambini privi di tutela familiare;
- istituzione di tribunali competenti al fine di difendere la stabilità della famiglia;
- costituzione di un’assicurazione specifica a favore delle vedove e delle donne anziane prive di sostegni;
- assegnazione della tutela dei figli, in vista del loro bene, alle madri che ne siano degne, qualora sia assente un tutore legale.

## Pena di morte

Mappa mondiale della condanna per apostasia

Secondo Human Rights Watch (HRW) nello stato Iraniano vi sono gravi lesioni al diritto umano, infatti, tra problemi più gravi irrisolti dal nuovo codice penale in materia di diritti umani, si segnala da parte di HRW:

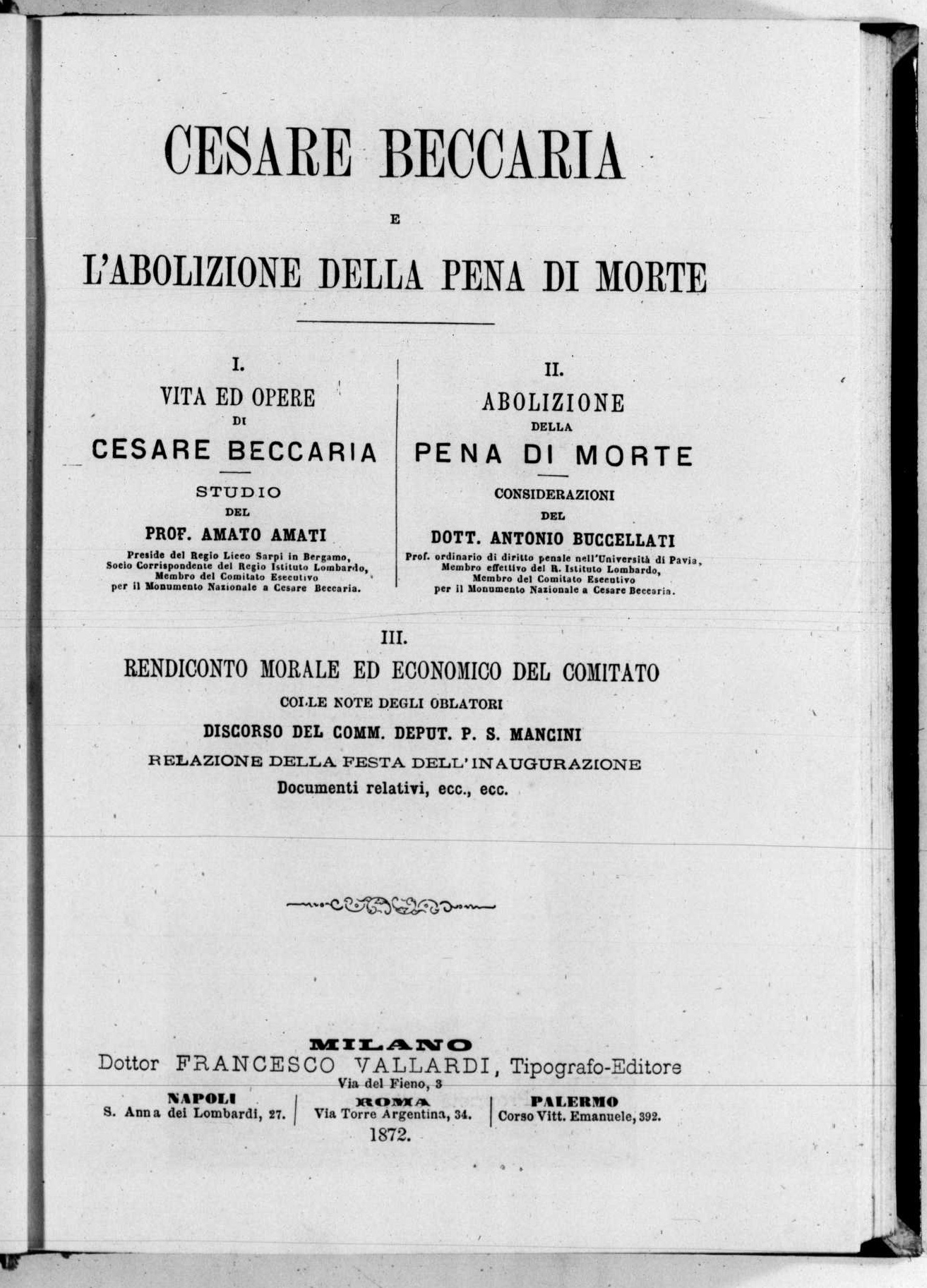
1872 Cesare Beccaria e l'abolizione della pena di morte

La mancanza di una definizione chiara e precisa di reati che comportano pene molto dure, tra cui la pena capitale. Tra questi reati “vaghi”, e che vengono quindi spesso usati come strumento legale per condannare prigionieri di coscienza per l’esercizio dei loro diritti elementari, la cosiddetta “diffusione della corruzione sulla terra” e la “Moharebeh” (inimicizia contro Dio).
L’inclusione di norme ampie e troppo vagamente definite relative ai reati “contro la sicurezza nazionale”, che di fatto rendono penalmente punibile l’esercizio di diritti fondamentali.
La prosecuzione nell’uso di pene che rientrano nella categoria “tortura” o “trattamenti disumani e degradanti”, come la stessa lapidazione, le frustate, le amputazioni.
Il mantenimento di norme discriminatorie nei confronti delle donne e delle minoranze religiose.»
(Human Rights Watch)

Paesi dove è legale la lapidazione

A partire dal maggio 2006, in Iran viene applicata nuovamente la pratica della lapidazione che prima non era mai stata eseguita su nessuno; questa pratica era prima sospesa ma mai abolita.
L'ondata di lapidazioni che si sono succedute nel tempo in Iran sembrano essere volute dagli estremisti iraniani, come un'ulteriore forma di provocazione di fronte al resto del mondo.
Nel Corano la lapidazione non è mai menzionata tra le pene previste.
Secondo il codice penale islamico il padre o il nonno paterno che uccide un figlio non viene condannato a morte, come avviene per gli altri omicidi, ma al pagamento di una somma di denaro; nel 2020 nuovi episodi di delitto d’onore hanno sollevato nel paese un acceso dibattito su questo tipo delitto.

## Diritti degli omosessuali, lesbiche, transessuali in Iran

Mahmoud Asgari e Ayaz Marhoni

### Articoli
L'omosessualità in Iran è punibile con la reclusione o con la pena di morte. Secondo gli articoli 114-119 "sono puniti con l'esecuzione coloro che, raggiunta l'età adulta, compiono atti "sodomitici" per la quarta volta consecutiva".
L'esecuzione è prevista per colui che esercita il ruolo di passivo per la quarta volta consecutiva o per il ruolo di attivo in caso di stupro. Nel caso in cui non ci sia lo stupro, ma un rapporto sodomitico, l'attivo riceverà 100 frustate.
Stessa quantità di frustate per coloro che "si massaggiano o si sfregano cosce e natiche a vicenda", giungendo all'esecuzione alla quarta infrazione (articoli 121-122).
Secondo gli articoli 123 e 124 "se due uomini stanno nudi uno sull’altro senza nessuna necessità sono puniti entrambi fino a 99 frustate; e se un uomo bacia un altro con lussuria la punizione è di massimo 60 frustate". In genere gli omosessuali vengono giustiziati nelle carceri giudiziarie.
L'ultimo caso di esecuzione omosessuale risale al febbraio 2019, quando un 31enne è stato impiccato con l'accusa di stupro. Le donne lesbiche devono sottostare a quasi gli stessi dettami imposti, anche se sono perseguibili in minori casi.

### Storia omosessualità Iran
L'omosessualità è sempre stata illegale in Iran, punibile con la pena di morte durante la Dinastia Qajar del 1914-1925. Durante il periodo dello Scià Reza Pahlavi, negli anni '70, incominciò un primo periodo di accettazione (in quel periodo esistevano bar gay anche se clandestini e si parlava di alcuni diritti civili per gli omosessuali).
Tuttavia la stragrande maggioranza della popolazione, di religione islamica e di mentalità conservatrice (come allora in tutto il resto del mondo), stigmatizzava l'omosessualità.

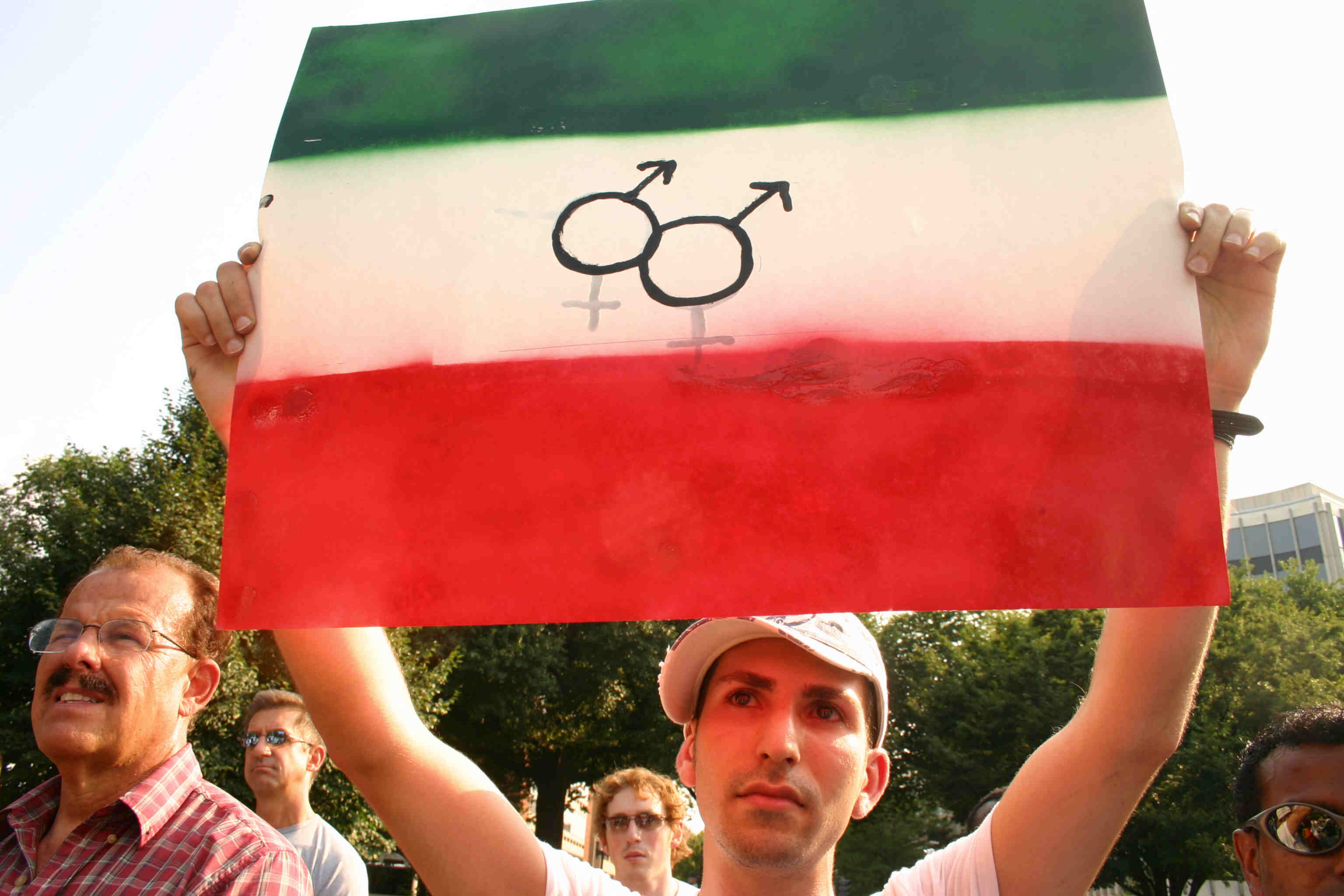
Manifestazione di solidarietà per i diritti dei gay iraniani nel 2006

Dal 1979 divenne nuovamente punibile con la morte, facendo svanire tutte le possibilità di un'ipotetica formazione di una comunità gay o di qualche minimo diritto per gli omosessuali.
Nella celebre intervista con la Fallaci, l'ayatollah Khomeyni affermò «Le cose che portano corruzione a un popolo vanno sradicate come erbe cattive che infestano un campo di grano. Lo so, vi sono società che permettono alle donne di regalarsi in godimento a uomini che non sono i loro mariti, e agli uomini di regalarsi in godimento ad altri uomini; ma la società che noi vogliamo costruire non lo permette.».
L'unica eccezione che vi è possibile citare si ha nei confronti dei transessuali, autorizzati a cambiare sesso dal 1987, a seguito di una fatwa di un'ormai 85enne Khomeyni, il quale stabilì come la transessualità dovesse essere legalizzata all'interno del Paese tramite adeguato intervento chirurgico. I transessuali godono di alcuni diritti e riconoscimenti legali. Tuttavia, anche la transessualità è vista di cattivo occhio, fortemente stigmatizzata all'interno della società. Anche i transessuali vengono, quindi, discriminati.
Diversi omosessuali, per non essere condannati a morte, vengono costretti al cambio di sesso, come unica soluzione alla reclusione o alla pena di morte.
Negli anni '80 sono state uccise 70 persone riunitesi per formare un'associazione gay (altri 100 omosessuali sono stati condannati a morte nel 1992 dopo un’incursione della polizia a una festa privata).
Tuttavia, relazioni omosessuali tra adulti consenzienti in privato tendono ad essere punite con la detenzione, mentre gli stupri di stampo omosessuale vengono solitamente puniti con la morte; la pena capitale può essere applicata anche nella prima circostanza. Ci sono stati casi dove omosessuali sono stati giustiziati con la scusa di aver stuprato qualcuno per essere uccisi.
Dalla rivoluzione iraniana ad oggi hanno perso la loro vita per mano del regime tra i 4000 e i 6000 tra gay e lesbiche .
Nel novembre 2003 il grande ayatollah Yusef Sane'i ha emesso una fatwa (decreto religioso) affermando che "devono essere condannati a morte i malati di Aids o i sieropositivi che diffondono la malattia volontariamente".
Il 19 luglio 2005 Mahmoud Asgari e Ayaz Marhoni sono stati impiccati per lo stupro di un bambino di 13 anni nel 2004, quando avevano rispettivamente 17 e 15 anni (l'accusa dello stupro è stata criticata e additata come montatura per coprire, di fronte all'opinione pubblica mondiale che cominciava a interessarsi del caso, il fatto che i due siano stati condannati in realtà solo per il semplice fatto di essere omosessuali).
Nel giugno 2008 il Parlamento europeo di Strasburgo ha chiesto al governo di Teheran di abolire le esecuzioni capitali dei minori e di depenalizzare il reato di sodomia; cosa che, ovviamente, non accadde.
Nel maggio 2015 Teheran ha incominciato a vietare alla popolazione maschile iraniana acconciature ritenute troppo simili allo stile occidentale e contrarie, invece, alla condotta islamica. Per gli uomini, divieto assoluto anche rispetto a tatuaggi e lampade abbronzanti e sopracciglia rifatte: tutti segnali di una condotta contraria ai dettami dell’Islam.
Il 18 luglio 2016 Hassan Afshar, un ragazzo di 19 anni, è stato giustiziato nella prigione della città di Arak, secondo quanto riporta Amnesty International, dopo l'accusa di aver stuprato un ragazzo nel 2014, durante un processo durato due mesi in cui il giovane non ha avuto alcuna rappresentazione legale
Nel 2017, la polizia ha arrestato circa 30 uomini durante un evento nella provincia di Isfahan, accusandoli di “sodomia, alcol e droghe psichedeliche“.
Sono molte le irruzioni in case private col fine di arrestare cittadini omosessuali, i quali vengono trattenuti spesso torturati dagli agenti in attesa di processo.
Nel giugno 2019 Mohammad Javad Zarif, ministro degli affari esteri dell’Iran nel governo di Hassan Rouhani, ha difeso la pena di morte per i gay presente nel proprio Paese affermando che "La nostra società ha dei principi morali. E viviamo secondo questi principi. Questi sono principi morali relativi al comportamento delle persone in generale. Ciò significa che la legge deve essere rispettata".

## Diritti delle donne
Le donne in Iran godono di diversi diritti, tuttavia molto differenti rispetto a quelli che godono le donne occidentali, in rispetto della legge della Sharia, in vigore dal 1979.
Molti leggi che diedero loro molti diritti, approvate prima della Rivoluzione Iraniana, vennero aboliti o fortemente modificati dopo il '79 (studio, divorzio, aborto, libertà di abbigliamento, adulterio).

### Diritti politici
Durante i primi tre parlamenti dopo la rivoluzione del 1979, tre dei 268 seggi (l'1,5%) erano detenuti da donne. Oggi ci sono 17 donne tra le 271 persone in parlamento.  Da allora, la presenza delle donne in parlamento è raddoppiata al 3,3% dei seggi. Le donne in parlamento hanno ratificato 35 progetti di legge riguardanti le questioni femminili.
Secondo il Financial Tribune, le donne costituiscono meno del 10% dei membri del parlamento in Iran, anche se "le donne hanno oscurato per anni gli uomini nell'istruzione superiore".

### Diritti di voto
Le donne hanno ottenuto il diritto di voto in Iran nel 1963. Ciò non gli è stato mai più negato, in quanto anche le donne hanno partecipato alla Rivoluzione Iraniana, anzi, diverse donne, negli ultimi anni sono state nominate vicepresidenti della Repubblica.

### Hijab

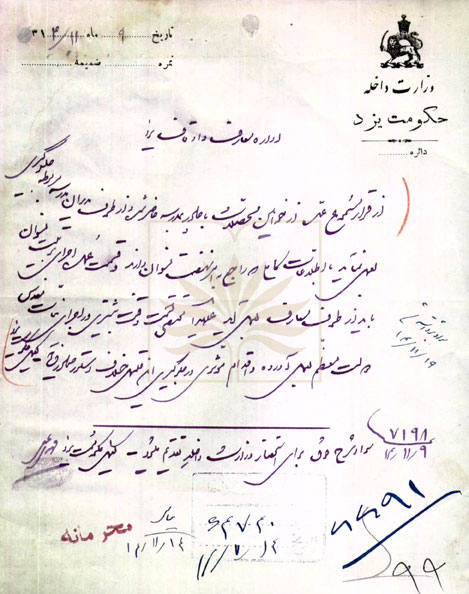
فارسی: Lettera dello sponsor del governo Yazd al Dipartimento dell'Istruzione e delle Dotazioni di Yazd sulla necessità di intraprendere azioni efficaci per prevenire la presenza di studentesse con hijab a scuola -
30 gennaio 1936

Il 6 marzo 1979 Khomeini aveva stabilito che tutte le donne avrebbero dovuto indossare l'hijab per uscire di casa e lavorare, e che avrebbero dovuto coprire sia braccia che gambe, anche se non necessariamente con lo chador. Ciò portò a numerosissime proteste che portarono alla sospensione della legge.
Nel 1980 i proseliti di Khomeini incominciarono ad aggredire coloro che uscivano sprovviste di velo sia fisicamente che verbalmente.
Dal 1981 per le donne residenti in Iran è obbligatorio l'utilizzo dell'hijab, mentre per le straniere dal 1983. Inizialmente tale legge era applicata in maniera estremamente scrupolosa, tutte le donne che non indossavano lo chador dovevano comunque non far intervenire nemmeno una ciocca di capelli dal loro hijab, e venne vietato loro anche trucco e cosmetici vari fino agli anni 90.
Dall'inizio degli anni 2000 molte donne adempiono a quest'obbligo indossandolo a loro piacimento, insieme a vestiti considerati occidentali, quali tuniche, camicie larghe e jeans, maglioni e cappotti, a patto che essi siano a maniche lunghe e di tessuto non eccessivamente leggero e/o aderente. Molte donne si oppongono a quest'obbligo andando contro la legge e sfidando la polizia, talvolta in maniera anche violenta.

### Diritto matrimoniale
Le donne in Iran non possono amministrare possedimenti e sono completamente dipendenti dal marito. Se una donna diventa vedova, percepisce solo un ottavo delle proprietà del marito, mentre ciò che resta, resta senza amministrazione.
Sia le donne che gli uomini, sia per la legge islamica che per le convenzioni sociali, devono rimanere vergini fino al matrimonio ed è tuttora in vigore il delitto d'onore. Il test di verginità viene richiesto in taluni casi.
Le donne iraniane appena sposate devono frequentare corsi di pianificazione familiare imposti dal governo; le informazioni sulla salute e sull'uso del controllo delle nascite sono incluse in questi programmi.

### Legge sul divorzio
Nell'Iran moderno, il divorzio può essere ottenuto sia da uomini che da donne e la custodia dei bambini è data alle donne. Alcune disposizioni del 1967, che consentivano alla donna maggiori diritti in caso di divorzio, limitanti la poligamia, sono state abrogate nel 1979. Dopo la Rivoluzione Iraniana la custodia dei figli era prerogativa unica dell'uomo.

### Diritto civile
Le donne possono esercitare la carica di ministro e di vicepresidente della Repubblica, ma non possono esercitare, anche se al momento è in discussione, la carica di Presidente della Repubblica. L'adulterio è punibile con l'esecuzione, ma anche lo stupro da parte dell'uomo a patto che il colpevole non sia il coniuge. Non possono cantare in pubblico, se non davanti a un pubblico di sole donne e se non accompagnate da una voce maschile, non possono ballare e nemmeno andare allo stadio, se non per le partite della Nazionale (dal 2019).
Il sistema di diritto civile iraniano può essere visto come molto distinto dal genere, con numerose leggi che favoriscono gli uomini rispetto alle donne e poche, se non nessuna, leggi a favore delle donne. L'Iran segue le leggi islamiche. Secondo le leggi civili iraniane, quando i bambini raggiungono la pubertà, acquisiscono anche responsabilità penale e possono essere giudicati legalmente come adulti. Questo può essere visto come svantaggioso per le ragazze, che raggiungono la pubertà intorno ai dieci anni, mentre i ragazzi la raggiungono intorno ai quattordici anni. Ciò significa che le ragazze di appena dieci anni possono essere perseguite penalmente. Le pene possono variare dalle pene detentive alle frustate e alla pena di morte.
Il Consiglio dei Guardiani della Costituzione, organo costituzionale iraniano composto da 12 giuristi religiosi, ha reinserito la pena di morte mediante lapidazione per i casi di adulterio, correggendo così una bozza precedente del nuovo codice penale iraniano.

### Diritto allo studio

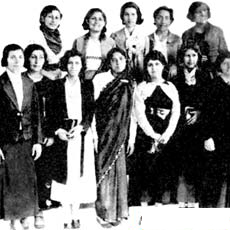
Le prime donne universitarie in Iran nel 1936

Le scuole sono solo per femmine o per maschi, tranne che per le Università. Nel 2010 l'Iran ha nuovamente adottato un sistema di quote per limitare il numero di donne che possono accedere all'istruzione universitaria.
L'Iran ha imposto restrizioni a una dozzina di corsi di studi sociali, inclusi studi sulle donne e diritti umani, sulla base del fatto che "Il contenuto degli attuali corsi nelle 12 materie non è in armonia con i fondamenti religiosi e si basano su scuole occidentali di pensiero."
Dal 1979 alle donne è concesso laurearsi in giurisprudenza e di diventare giudici, senza però avere la possibilità di emettere sentenze.

### Diritto all'aborto
Nel 1977 venne approvata una prima legge sull'aborto che consentiva tale diritto in alcuni casi. Tale legge venne abrogata nel 1979. Nel 1991 venne stabilito da alcuni giudici che le donne che rischiavano la vita per la malformazione del feto avevano diritto all'interruzione della gravidanza, ma non venne fatta alcuna legge.
Solo nel 2005 il Parlamento Iraniano ha approvato gli aborti effettuati prima dei quattro mesi di gestazione se la vita della donna era a rischio o se il feto non era vitale o cresceva in modo anomalo.
Con il supporto tecnico del Fondo delle Nazioni Unite per la popolazione, il governo ha intrapreso iniziative di alfabetizzazione e pianificazione familiare.
Nell'agosto 2014, i metodi di contraccezione permanenti sono stati vietati dal parlamento iraniano. Khamenei ha chiesto il divieto della vasectomia e della legatura delle tube nel tentativo di aumentare la crescita della popolazione. Amnesty International ha riferito che nel 2018 l'accesso a una contraccezione moderna ed economica per le donne iraniane era limitato.

### Diritto allo sport

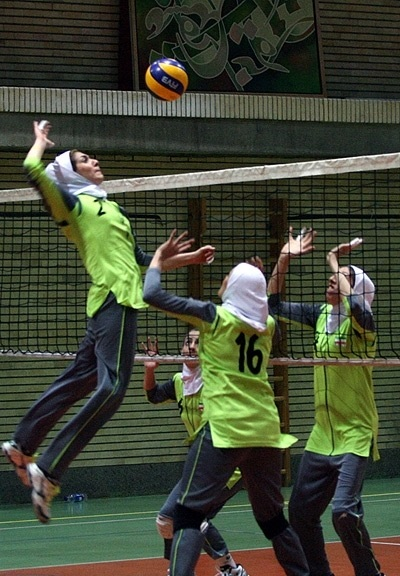
Squadra nazionale di pallavolo femminile dell'Iran - 7 settembre 2011.

Le donne hanno contribuito allo sviluppo del polo in Persia 2.500 anni fa.
In Iran, le donne partecipano a numerosi sport e hanno rappresentato il paese in eventi sportivi come i giochi asiatici, i giochi olimpici e le coppe del mondo.
Il 20 giugno 2014 la venticinquenne anglo-iraniana Ghoncheh Ghavami è stata arrestata mentre tentava di assistere alla partita di pallavolo maschile Iran-Italia. Al contrario, le autorità iraniane hanno dichiarato che la detenzione della Ghavami non aveva nulla a che fare con la partecipazione all'evento sportivo, ma bensì era una questione di sicurezza nazionale. La ragazza durante il periodo di detenzione è stata tenuta in isolamento per 50 giorni ed ha compiuto uno sciopero della fame, e dopo la presa di posizione della FIVB è stata rilasciata il 23 novembre 2014.
Il 12 gennaio 2020, Kimia Alizadeh, medaglia olimpica iraniana, si è trasferita in Germania con l'intenzione di competere per la Germania in occasione delle Olimpiadi estive. Alizadeh, che ha vinto una medaglia di bronzo nel tae kwon do alle Olimpiadi del 2016, disse di non voler competere per il suo paese a causa dell'"ingiustizia" e dell' "ipocrisia" del regime iraniano. Dichiarò che il governo iraniano manipola gli atleti come "strumenti" per la propaganda politica.
In Iran, le donne non possono andare in bicicletta in base a una fatwa islamica emanata dall'ayatollah Ali Khamenei . Secondo i religiosi musulmani, se un uomo vede una donna andare in bicicletta, porterà a crimini tra cui reati sessuali, crimini finanziari, infedeltà spirituale e disobbedienza religiosa.

### Movimento per i diritti delle donne in Iran
In Iran, la ricerca da parte delle donne della parità di diritti con gli uomini risale al XIX e all'inizio del XX secolo. Secondo Nayereh Tohidi , i movimenti delle donne in Iran possono essere suddivisi in otto periodi:

#### Pre rivoluzione
- 1905-1925: questo periodo fu durante la rivoluzione costituzionale, che segnò la fine della dinastia Qajar. Gli sforzi delle donne erano per lo più segreti e il loro obiettivo era migliorare l'alfabetizzazione, la salute delle donne e prevenire la poligamia e la violenza domestica.[41]
- 1925-1940: questa era segnò l'inizio della dinastia Pahlavi e il regno di Reza Shah. In questo periodo, le donne non erano tenute a velarsi e ottennero l'accesso alle università.[41]
- 1940-1950: questa era l'era della nazionalizzazione dell'industria petrolifera iraniana e portò le donne a un maggiore accesso all'istruzione e ad un certo attivismo politico in una certa misura. Fatta eccezione per la legge sulla protezione della famiglia che è fallita ed è stata abrogata, non sono state apportate importanti riforme durante questo periodo.[41]
- Anni '60 -'70: Durante l'era della Rivoluzione Bianca e della modernizzazione, le donne hanno assistito a maggiori riforme legali nei diritti di voto e alle leggi sulla protezione della famiglia, nonché una maggiore partecipazione all'economia. Leggi sul divorzio e la poligamia (1967), legge sull'aborto (1977).[41] Prima donna ministro (1968-1971).

### Post rivoluzione

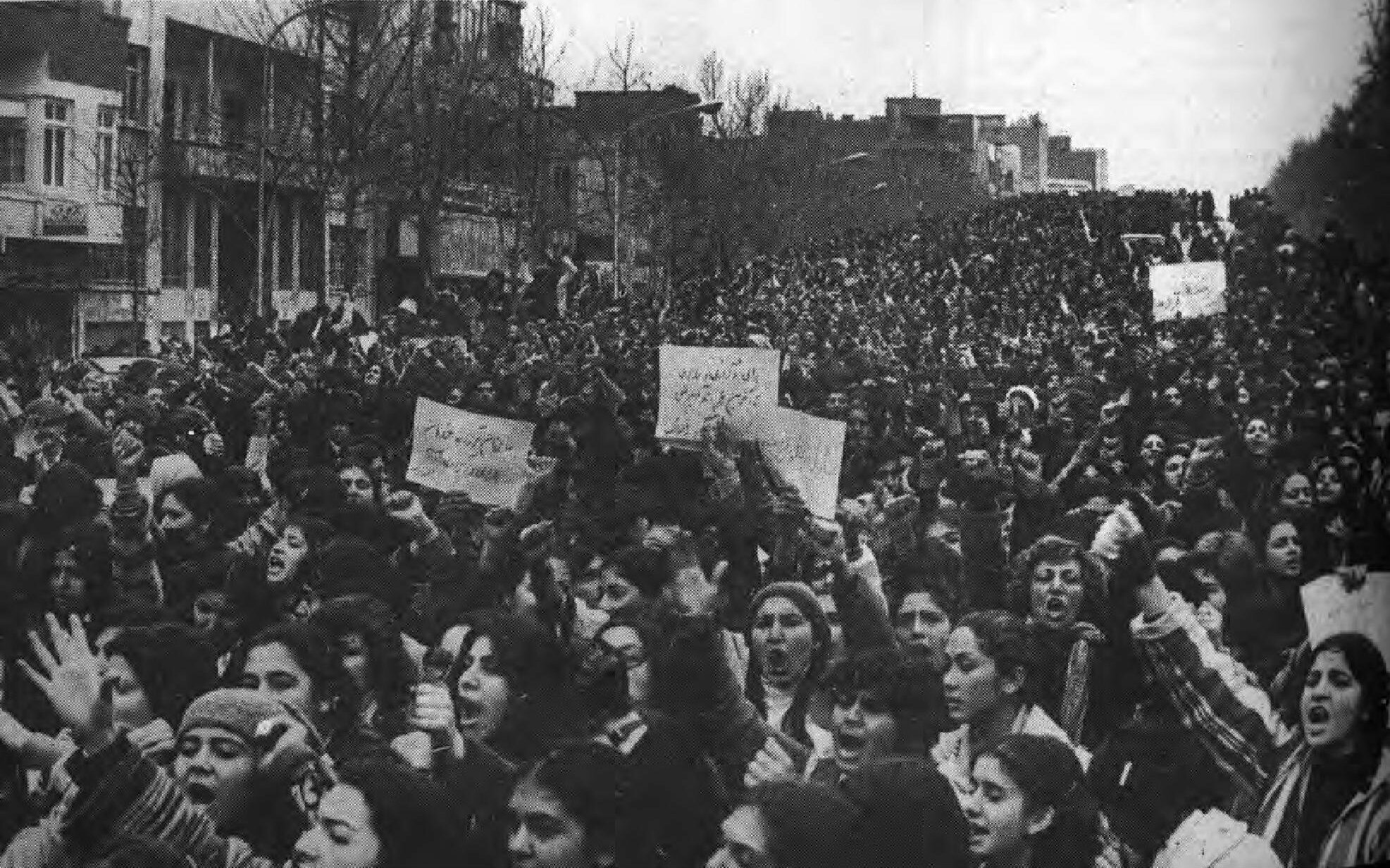
Proteste nella Giornata della donna iraniana del 1979 contro l'Hija

- 1979–1997: la rivoluzione del 1979 vide la chiusura dei centri femminili e il declino dei contributi delle donne all'economia. Abolizione leggi aborto, limitazione dei diritti in caso di divorzio, abrogazione leggi contro la poligamia[41]. Reintroduzione pena di morte per adulterio. Solo una donna diventa parlamentare nel 1979. Divieto per le donne di accesso negli stadi (1981), legge obbligo del velo (1981), obbligatoria per le donne straniere (1983). Una sentenza del 1991 stabilisce che l'aborto in caso di gravi malformazioni è legale.
- 1997-2005: durante il governo di Khatami, le riforme hanno dato alle donne un maggiore accesso alla stampa femminista e alla stampa libera.[41] Legalizzato aborto solo per malformazione del feto e di grave rischio per la vita della donna (2005)
- 2005-2013: l'era del neo-conservatorismo Ahmadinejad ha visto l'aumento della repressione e l'aumento della disoccupazione.[41]
- 2013-presente: l'era della moderazione sotto il governo di Rouhani non ha visto alcuna riforma importante dello status delle donne perché i sostenitori della linea dura hanno già abrogato la maggior parte di loro.[41] Vasectomia vietata (2014), modifica legge che vietava alle donne di entrare negli stadi (2019)

A metà del XIX secolo, Tahirih fu la prima donna iraniana ad apparire in pubblico senza indossare il velo; è conosciuta come la madre dei movimenti per i diritti delle donne in Iran. Altri la seguirono per elevare lo status delle donne. Tra questi c'era Safiya Yazdi, la moglie di un importante ecclesiastico Muhammad Husain Yazdi. Safiya Yazdi, con il sostegno del marito, aprì la Iffatiyah Girls School nel 1910 e ottenne lodi per le sue lezioni schiette sulle questioni femminili.

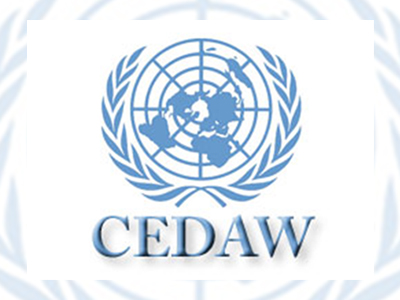
Logo (CEDAW) o Convention on the Elimination of All Forms of Discrimination Against Women

Le donne in Iran stanno diventando più informate sulle tendenze attuali all'interno del femminismo globale. Stanno anche diventando sempre più coinvolti, in particolare con i meccanismi, gli strumenti e i meccanismi creati attraverso i progetti e le convenzioni di genere delle Nazioni Unite, come la Convenzione sull'eliminazione di tutte le forme di discriminazione contro le donne (CEDAW). A causa del potere di controllo del Consiglio dei Guardiani conservatori, tuttavia, i tentativi fatti dai deputati riformisti del sesto Majlis di ratificare la CEDAW non hanno avuto successo. La maggior parte delle donne attiviste sia islamiche che laiche hanno inquadrato le loro richieste all'interno del quadro CEDAW.
Negli ultimi anni, il governo iraniano ha investito in organizzazioni femminili e iniziative di attiviste che cercano di responsabilizzare le donne per acquisire competenze che diano alle donne maggiore indipendenza. Lo stato, tuttavia, continua a limitare la circolazione delle attiviste per i diritti delle donne che viaggiano all'estero. L'attivista e fotografa Alieh Motalebzadeh è stata condannata a tre anni di carcere per aver partecipato a un seminario per l'emancipazione femminile in Georgia.
Il movimento per i diritti delle donne in Iran continua a tentare di avviare riforme, in particolare con la campagna Un milione di firme per porre fine alla discriminazione contro le donne.

### Testimonianze
Nel 2004 è partita nel paese un'ondata di arresti di adolescenti, in particolare ragazze. Il pretesto era eliminare i simboli di corruzione pubblica. Queste ragazze infatti non erano coperte sufficientemente dal velo e ascoltavano musica a volume troppo alto con coetanei maschi. Questi adolescenti furono arrestati e frustati alla schiena e ai piedi in modo che non si potessero muovere per giorni. Un altro evento fu nel 2004 quando diverse donne furono arrestate per non essersi coperte bene il capo con il velo.

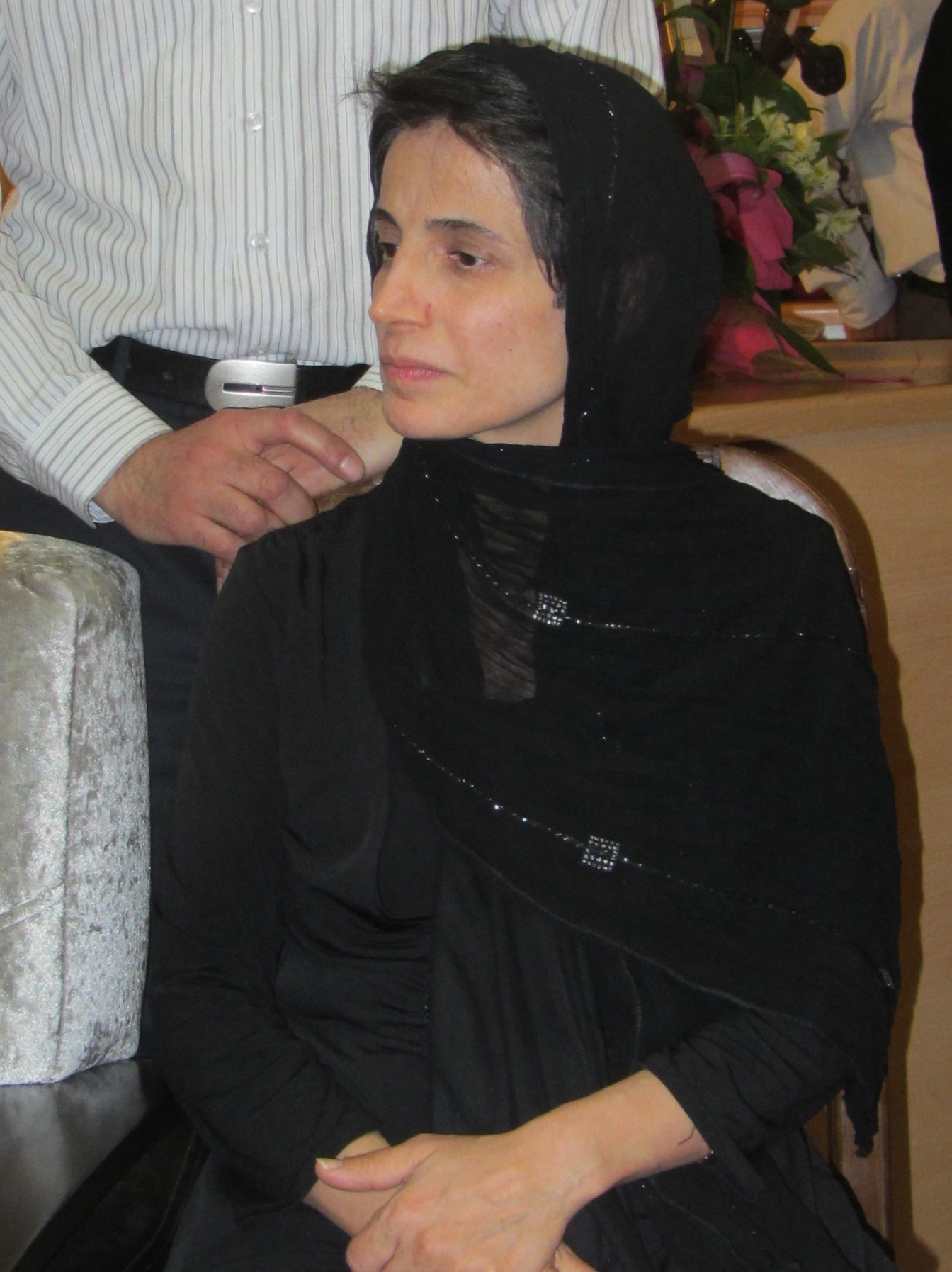
Nasrin Sotoudeh

L'avvocatessa per i diritti umani Nasrin Sotoudeh, è stata condannata a trentotto anni di carcere e 148 frustate per "collusione contro la sicurezza nazionale", "propaganda contro lo Stato", "istigazione alla corruzione e alla prostituzione", e "essere apparsa in pubblico senza hijab"; secondo Amnesty International la «sentenza sconvolgente e vergognosa è avvenuta dopo l'ennesimo processo irregolare».
Questo è accaduto a luglio del 2019, per aver difeso le 29 donne che tra dicembre 2017 e gennaio 2018 si erano tolte il velo, chiamate anche Le ragazze di Enghelab Street. Semplici donne che avevano protestato pacificamente contro la legge della Repubblica Islamica che obbliga le donne a indossare il velo (hijab) in pubblico.
L'Associazione nazionale forense italiana nello stigmatizzare la condanna iraniana alla loro collega, propone di mostrare sulla toga di ogni avvocato italiano un filo rosso in segno di soliderarità.
(Luigi De Magistris)

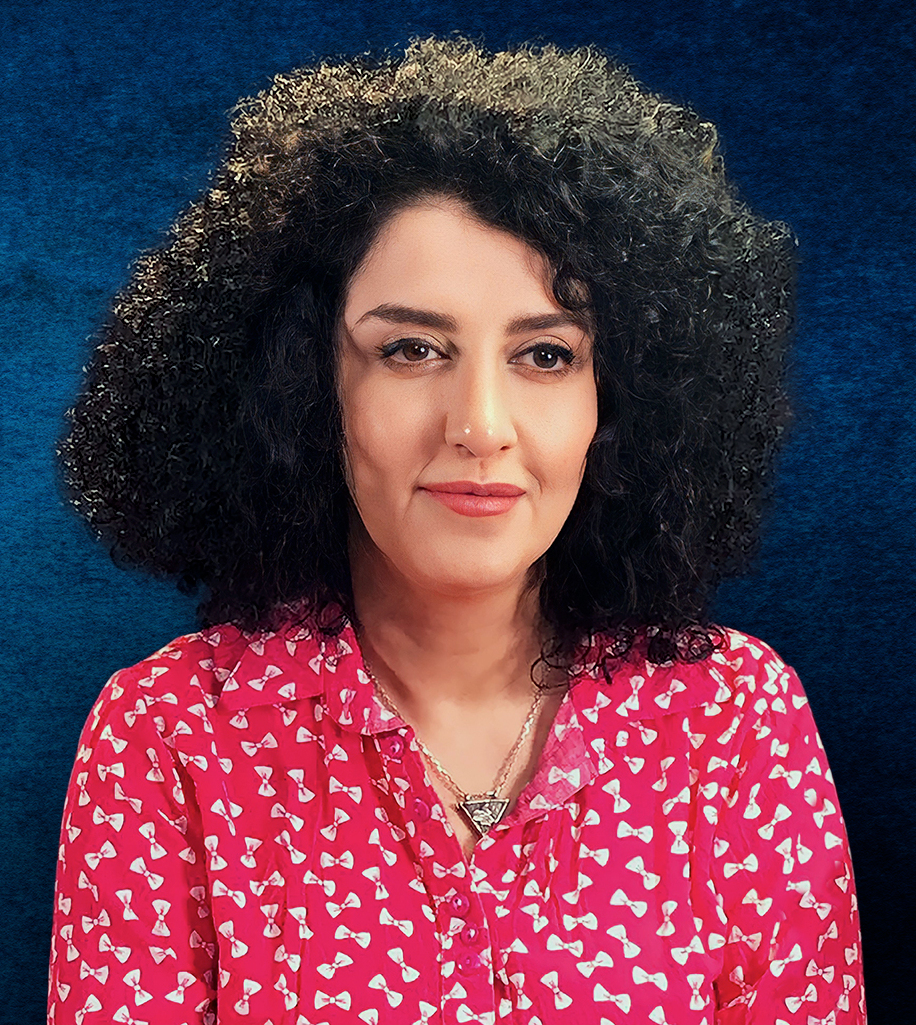
Narges Mohammadi

L'8 ottobre 2020 Narges Mohammadi ingegnere e fisico, che aveva ricevuto il Premio Andrei Sakharov nel 2018, è stata scarcerata dopo 8 anni di prigionia, sui dieci di condanna; condanna commutata per l'accusa di aver condotto una campagna contro la pena di morte in Iran. Durante la sua reclusione non ha potuto vedere i suoi figli.
La sposa bambina Zeinab Sekaanvand minorenne al momento dell'adulterio contestatole nel 2011, è stata condannata a morte per aver ucciso il fratello del marito che l'aveva violentata. La condanna è stata eseguita nel 2018. Una donna curda di nome Gulistan Jnikanlou è stata condannata per adulterio nel 2018.

### Crimini contro le donne

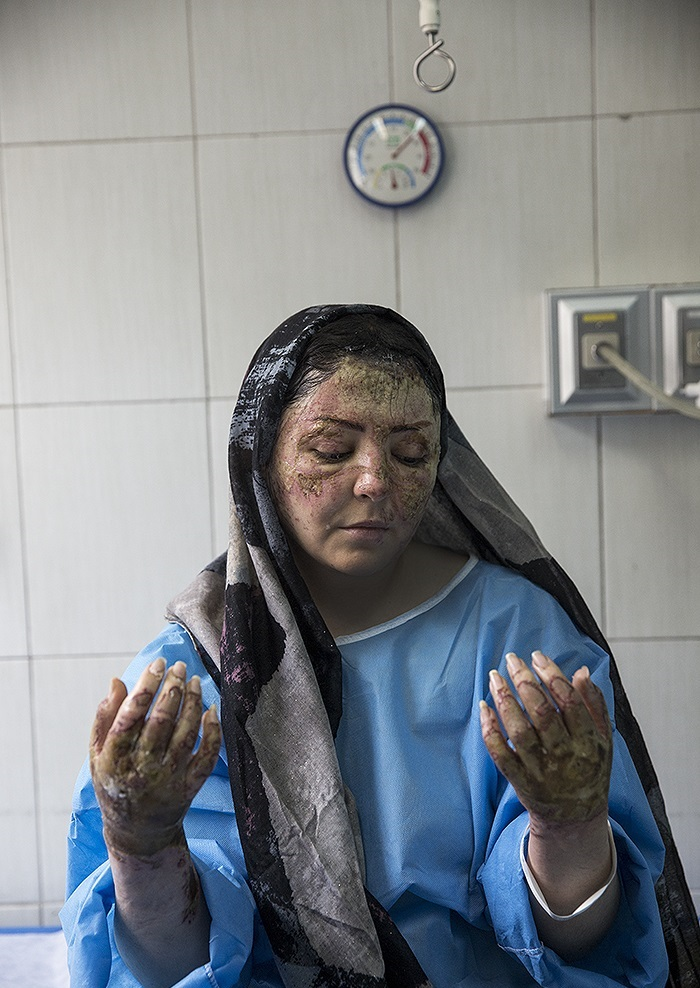
Maryam, una vittima di Tabriz attaccata dall'acido in cura a Teheran
- 28 aprile 2018.
Maryam, 37 anni, è vittima di un conflitto familiare e bruciata dal marito con l'acido; le mani, il viso e il viso bruciavano pesantemente, ma non i suoi occhi. Questo è il secondo assalto con acido a Tabriz nell'aprile 2018.

Secondo alcuni rapporti, centinaia di donne iraniane vengono uccise ogni anno per delitti d'onore. Un rapporto del 2019 ha concluso che "quasi il 30 per cento di tutti i casi di omicidio in Iran sono stati delitti d'onore di donne e ragazze".
In Iran, alcuni studi stimano che le mutilazioni genitali femminili (MGF) di tipo I e II tra i migranti iracheni e le minoranze curde variano dal 40% all'85%.
Nel 2019, le Nazioni Unite hanno criticato i precedenti dei diritti umani dell'Iran e hanno suggerito miglioramenti ai diritti delle donne.
Nell'ottobre 2020 il proprietario di una libreria, Keyvan Emamverdi, ha confessato di aver violentato 300 donne.

## Diritti dei bambini
Anche se l'Iran ha aderito, nel 1993, alla convenzione internazionale sui diritti dell'infanzia, approvata dall'assemblea generale delle Nazioni Unite, gli abusi commessi in seno alla famiglia sono considerati “affari privati” di cui si discute raramente in pubblico. Secondo l'UNICEF, l'abuso, lo sfruttamento e le punizioni corporali nei confronti dei bambini sono quasi diventati la “normalità” in Iran, infatti sono molto frequenti e molte volte non sono neanche denunciati. Le autorità giudiziarie, infatti, non accordano che poca attenzione a questi maltrattamenti, perché i tribunali disputano che l'abuso delle fasce più deboli nell'interno di una famiglia sia una “disputa familiare” ed evitano, dunque, di esaminare i casi nei dettagli.

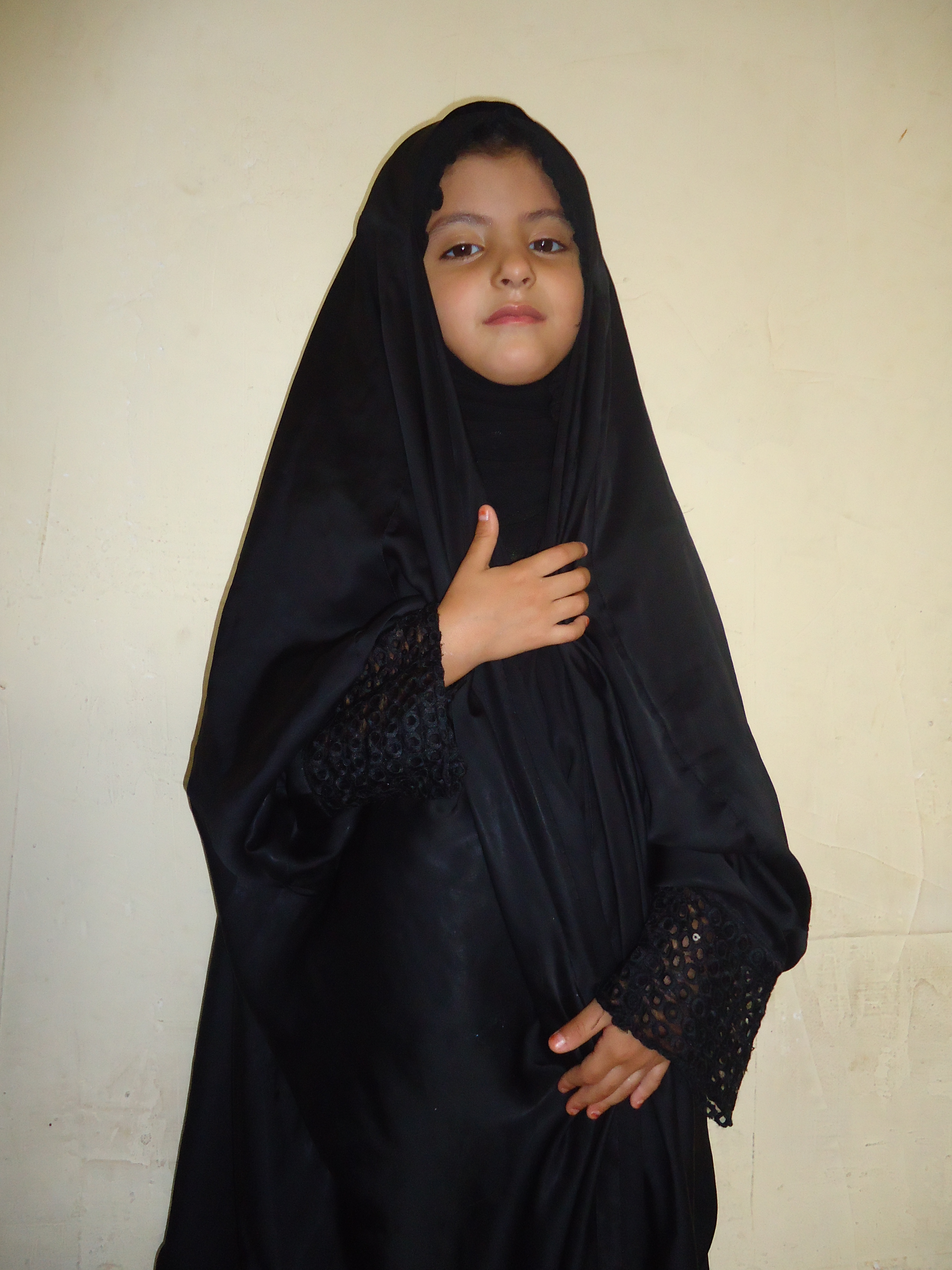
Bambina iraniana che indossa l'abaya

Il 2 ottobre 2019, il Consiglio dei guardiani iraniani ha approvato un emendamento alla legge sulla nazionalità, in cui le donne sposate con uomini di nazionalità straniera possono conferire la nazionalità ai loro figli, a seguito di un'approvazione approvata per la prima volta dall'Assemblea consultiva islamica nel maggio del 2019.

## Diritti dei possessori di cani
(Islamic Parliament Research Center Of The Islamic Republic Of IRAN)
In Iran vi sono azioni oppressive e abusive intraprese contro i cani e i loro proprietari sin dal 1979, infatti è proibito per legge portare a passeggio i cani per strada. La «Repubblica Islamica demonizza i cani e li presenta come un segno dello “stile di vita occidentale», i cani sono considerati sporchi dai religiosi iraniani, che hanno denunciato il possesso dei cani come moralmente corrotto.
(Hossein Rahimi, Capo della polizia di Teheran)
Talvolta i cani da compagnia sono stati confiscati in diverse occasioni nella capitale iraniana e tenuti in una speciale "prigione per cani". ciò fa sì che il possesso di un cane stia diventando difficile in Iran.
Si sono verificati casi di abuso con la "confisca" ad alcuni privati cittadini che possedevano casi custoditi in casa.
Anche il trasporto in auto è proibito e sanzionato.

### Testi in italiano
- Giorgia Butera e Tiziana Ciavardini, Hijab: Il velo e la libertà, Castelvecchi, 8 luglio 2020T00:00:00+02:00, ISBN 978-88-329-0154-2.
- Elisa Giunchi e Annalisa Perteghella, Il nuovo IRAN nel quadro regionale (PDF), su parlamento.it, (Istituto Studi di Politica Internazionale) - www.parlamento.it.
- Iran: la lunga lotta delle donne contro il velo obbligatorio, su Osservatorio Diritti, 23 maggio 2019. URL consultato il 7 novembre 2020.
- S. Ebadi, Finché non saremo liberi: Iran, la mia lotta per i diritti umani, Bompiani, 2016, ISBN 978-88-587-7242-3. URL consultato il 7 novembre 2020.
- A. Burke e M. Elliott, Iran, Guide EDT/Lonely Planet, EDT, 2008, ISBN 978-88-6040-283-7. URL consultato il 7 novembre 2020.
- Stuart Williams, Iran, Anteprima, 6 giugno 2019T00:00:00+02:00,  p. 56, ISBN 978-88-6849-152-9.
- B. Cumings, E. Abrahamian e M. Ma'Oz, Inventare l'asse del male. La verità su Iran, Siria e Corea del Nord, Nuovi Mondi, 2005,  p. 49, ISBN 978-88-89091-26-5.
- Loredana Biffo, Granelli di sabbia: Donne contro, sfida all’integralismo islamico e al patriarcato, Celid, 31 ottobre 2019, ISBN 978-88-6789-161-0.
- Nam H Nguyen, World Factbook 2018 In italiano: The Evolution of The World Factbook 2018 In Italian, Nam H Nguyen, 5 marzo 2018,  p. 1333, GGKEY:3RZT414H65H.
- Farian Sabahi, Storia dell'Iran: 1890-2008, Bruno Mondadori, 10 gennaio 2014,  p. 180, ISBN 978-88-6159-569-9.
- Amnesty International, Rapporto 2014-2015: La situazione dei diritti umani nel mondo, Castelvecchi, 25 febbraio 2015T00:00:00+01:00,  p. 896, ISBN 978-88-6944-168-4.

### Testi in inglese
- Edward G. Browne, The Persian Revolution of 1905–1909. Mage Publishers (July 1995). ISBN 0-934211-45-0
- Farideh Farhi, "Religious Intellectuals, the 'Woman Question,' and the Struggle for the Creation of a Democratic Public Sphere in Iran", International Journal of Politics, Culture and Society, Vol. 15, No.2, Winter 2001.
- Ziba Mir-Hosseini, "Religious Modernists and the 'Woman Question': Challenges and Complicities", Twenty Years of Islamic Revolution: Political and Social Transition in Iran since 1979, Syracuse University Press, 2002, pp 74–95.
- Shirin Ebadi, Iran Awakening: A Memoir of Revolution and Hope, Random House (May 2, 2006), ISBN 1-4000-6470-8
- Rouhani clashes with Iranian police over undercover hijab agents
- Suad Joseph e Afsaneh Najmabadi, Encyclopedia of Women & Islamic Cultures., Leiden, Brill, 2005, ISBN 90-04-12818-2.
- Yohanan Friedmann, Tolerance and Coercion in Islam: Interfaith Relations in the Muslim Tradition, Cambridge, Cambridge University Press, 2003, ISBN 978-0-521-02699-4.
- Javed Ahmed Ghamidi, Mizan, Al-Mawrid, 2001.
- Cyril Glassé, New Encyclopedia of Islam, Rev., Walnut Creek, CA, AltaMira, 2001, ISBN 0-7591-0189-2.
- Reuben Levy, The Social Structure of Islam, London, Routledge, 1999, ISBN 0-415-20910-2.
- Yvonne Yazbeck Haddad e John L. Esposito (a cura di), Islam, Gender & Social Change, New York, Oxford University Press, 1998, ISBN 0-19-511357-8.